# 泰宁毛蕨
泰宁毛蕨（学名：Cyclosorus tarningensis），为金星蕨科毛蕨属下的一个植物种。